# Sílex

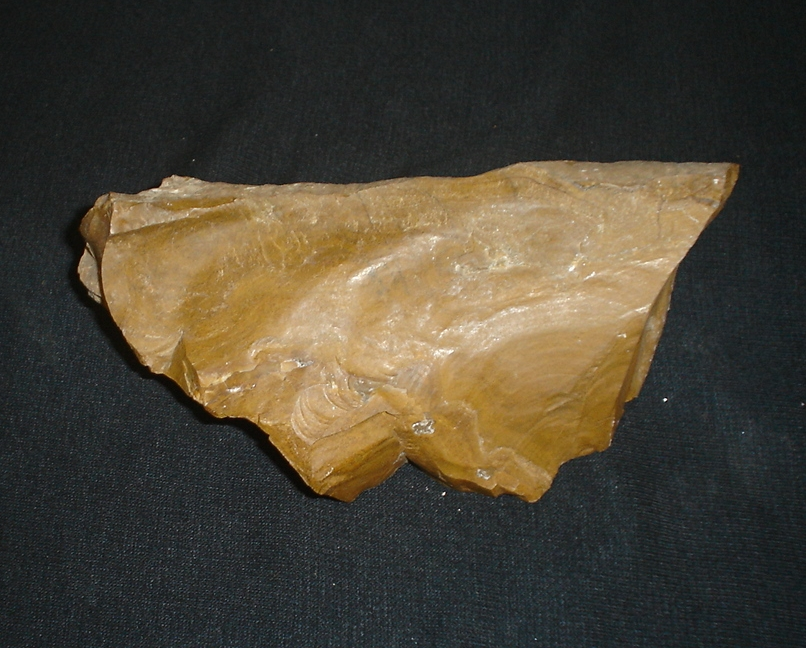
Sílex groc d'Itaboraí, Rio de Janeiro (Brasil)

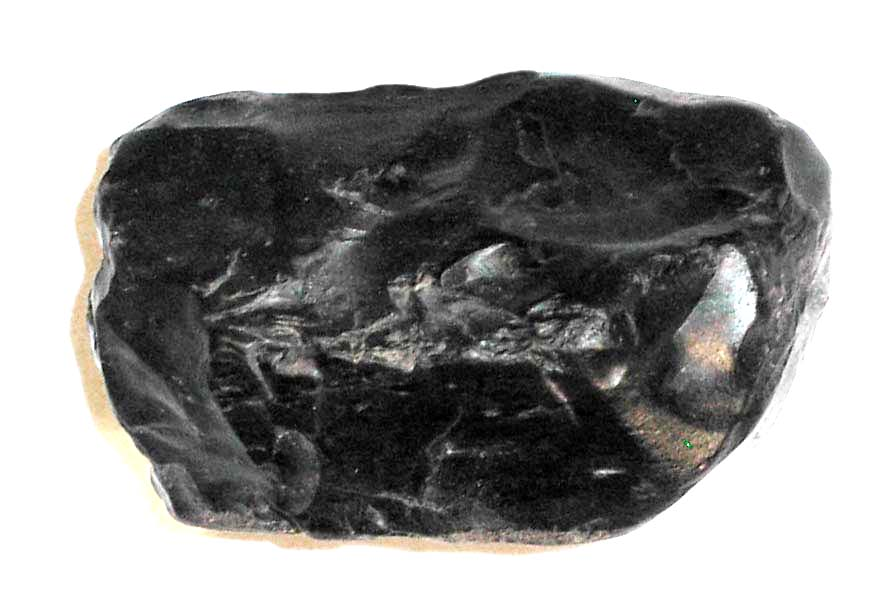
Nòdul de sílex negre procedent del jaciment d'Onondaga, Buffalo, EUA.

El sílex, també conegut com a pedra foguera (varietat del sílex) és una roca sedimentària i una forma criptocristal·lina del quars, també anomenada pedrenyal, en la seva varietat nodular de color negre. És formada principalment per diòxid de silici (SiO₂). És una roca de gran duresa (7 en l'escala de Mohs). S'usà en la prehistòria per a l'elaboració d'eines i estris de pedra domèstics de treball o com a armes, gràcies a la seva capacitat per trencar-se en fractures concoides i làmines dretes amb lleugeres corbes. També es feu servir per a la capacitat de crear espurnes repicant-lo amb pirita o acer.
L'origen de la paraula sílex prové del mot llatí silex,-icis, que significa pedra dura. Va començar a ser utilitzada a França al segle xvi per a denominar un tipus de roca emprada en la construcció d'edificis i per metonímia, es va aplicar al material amb què es varen confeccionar les eines i els estris prehistòrics. Els autors anglòfons inclouen en el terme chert les roques silícies formades de calcedònia o d'òpal, d’origen químic i bioquímic, el qual comprèn sílex, chaille, jaspi i silexita. El sílex de color negre i gra molt fi rep el nom de lidita, i va ser utilitzada com a pedra de toc per valorar la puresa dels metalls preciosos.

## Característiques
És un mineral format per calcedònia, quars o òpal, d’origen químic i bioquímic, precipitat en forma de nòduls disseminats o de làmines dins una roca calcària que l’embolcalla, quan la roca és encara incoherent. Té una lluïssor característica; color groc, bru, gris i negre, i sovint manté una zonació concèntrica quan són nòduls; és criptocristal·lí, la fractura és concoidal i la superfície amb la roca encaixant pot presentar una pàtina blanquinosa; de vegades al microscopi pot revelar la presència d'espícules d'esponja. És de gra fi (criptocristal·lí). La fractura és concoidal.
El sílex es presenta principalment en nòduls i dins masses de roques sedimentàries, com ara guixos i calcàries. Sovint té un aspecte de vidre o cerós. Una capa fina a l'exterior dels nòduls sol ser de color diferent, normalment de textura blanca i rugosa. Els nòduls sovint es poden trobar al llarg de rierols i platges. També apareix en capes extenses a les roques sedimentàries.

## Origen
El mode exacte de formació del sílex encara no és clar, però es creu que es produeix com a resultat de canvis químics en les formacions de roques sedimentàries comprimides durant el procés de diagènesi. Una hipòtesi és que un material gelatinós omple cavitats en el sediment, com ara forats ocupats per crustacis o mol·luscs i que posteriorment se silicifica. Aquesta hipòtesi explicaria sens dubte les formes complexes dels nòduls de sílex que es troben. La font de sílice dissolta en els medis porosos podrien ser les espícules d'esponges silícides (demosponges). Certs tipus de sílex, com el de la costa sud d'Anglaterra i el seu homòleg al costat francès del Canal, contenen flora marina fossilitzada atrapada. S'han trobat trossos de corall i vegetació conservats dins del sílex semblants a insectes i parts de plantes dins d'ambre. Les rodanxes fines de la pedra sovint revelen aquest efecte.
El sílex de vegades es troba en grans camps que corresponen als llits del Juràssic o del Cretaci, per exemple, a Europa, on també es troben estranyes formacions de sílex gegants conegudes com a paramoudra i cercles de sílex, especialment a Norfolk, Anglaterra, a les platges de Beeston Bump i West Runton.
La «pedrenyera d'Ohio» és la pedra preciosa oficial de l'estat d'Ohio. Es forma a partir de restes calcàries que es van dipositar al fons dels mars interiors del Paleozoic fa centenars de milions d'anys que es van endurir en pedra calcària i més tard es van infusionar amb sílice. El sílex de Flint Ridge es troba en molts tons com el vermell, el verd, el rosa, el blau, el blanc i el gris, amb les variacions de color causades per minúscules impureses dels compostos de ferro.
El sílex pot ser de color: marró sorrenc, gris mitjà a fosc, negre, marró vermellós o un gris blanquinós.

## Usos
A causa de les seves característiques (com l’abundància, la duresa, la fractura concoidal i les vores esmolades i tallants dels seus trossos), el sílex fou la primera matèria preferida per a fabricar instruments lítics durant l’anomenada edat de la pedra, del Paleolític més antic fins a l’aparició del coure i del bronze. En aquest sentit, hi ha pocs materials superiors o iguals (com l'obsidiana). Sovint la perfecció dels instruments en les diverses cultures prehistòriques depèn de la possibilitat d’obtenir sílex. Durant el Neolític, en diversos llocs d’Europa, es van excavar mines per explotar-lo. La varietat formal i tècnica dels instruments de sílex prehistòrics (armes, eines) és molt gran. A l’àrea mediterrània, els dos períodes de talla més perfecta foren, durant el Paleolític superior, el Solutrià, i a l’època final, l'Eneolític (vers el 2500-1500 aC). A partir de l'edat del bronze l’ús decaigué i poc després gairebé s’extingí. L'extrema durabilitat del sílex ha permès datar amb precisió el seu ús durant aquest temps. El sílex és un dels materials primaris utilitzats per definir l'edat de pedra.
Durant l'edat de pedra, l'accés al sílex era tan important per a la supervivència que la gent viatjava o comerciava per obtenir sílex. Flint Ridge a Ohio va ser una font considerable de sílex i els nadius americans van extreure el sílex de centenars de pedreres al llarg de la carena. Aquest «Pedrenyal d'Ohio» es va comerciar a l'est dels Estats Units i s'ha trobat tant a l'oest com les Muntanyes Rocalloses i al sud al voltant del golf de Mèxic.
Quan es colpeja contra l'acer, el sílex produeix espurnes que permeten encendre un foc amb l'esca correcta, o la pólvora utilitzada en les armes, és a dir, el mecanisme d'ignició o pany de sílex en una arma de foc (pedrenyal). Al llarg del segle xviii i primera meitat del segle xix, el sílex es va convertir en una matèria primera estratègica per a la fabricació de pedres d'espurna usades en diferents armes de foc. Posteriorment, ha estat substituït en aquests usos per diferents processos (el casquet de percussió), o materials (ferroceri).

### Eines de tall

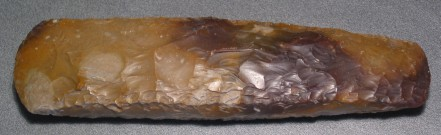
Destral de sílex del Neolític suec, d'uns 31 cm de longitud.

El sílex es va utilitzar en la fabricació d'eines durant l'Edat de Pedra, ja que es divideix en estelles fines i esmolades anomenades escates o fulles (segons la forma) quan es colpeja amb un altre objecte dur (com un martell de pedra fet d'un altre material). Aquest procés s'anomena talla.
L'extracció de sílex està testificada des del Paleolític, però es va fer més comú a partir del Neolític (cultura Michelsberg, cultura Funnelbeaker). A Europa, alguns dels millors sílex per a la fabricació d'eines procedeixen de Bèlgica (Obourg, mines de sílex de Spiennes), els guixos costaners del Canal de la Mànega, la Conca de París, Thy a Jutlàndia (mina de sílex a Hov), els jaciments sennonians de Rügen, Grimes Graves a Anglaterra, la formació calcària del Cretaci Superior de Dobrudja i del baix Danubi (sílex dels Balcans), la formació de marga calcària del Cenomanià de Moldàvia (sílex de Miorcani) i els jaciments del Juràssic de la zona de Cracòvia i de Krzemionki a Polònia, així com del Lägern (sílex) a la Serralada del Jura de Suïssa.
El 1938, un projecte de la Societat Històrica d'Ohio, sota la direcció de H. Holmes Ellis va començar a estudiar els mètodes i tècniques de talla dels pobles indígenes d'Amèrica. Igual que els estudis anteriors, aquest treball va implicar l'experimentació de tècniques reals de knapping mitjançant la creació d'eines de pedra a través de l'ús de tècniques com ara la percussió directa a mà alçada, la pressió a mà alçada i la pressió utilitzant un descans. Altres estudiosos que han dut a terme experiments i estudis similars són William Henry Holmes, Alonzo W. Pond, Sir Francis Knowles i Don Crabtree.
Per combatre la fragmentació, el sílex/pedernal es pot sotmetre a un tractament tèrmic, portant-lo lentament a una temperatura de 150 a 260 °C durant 24 hores, i després refredant-lo lentament a temperatura ambient. Això fa al material més homogeni i, per tant, més knappable i permet fabricar eines amb un tall de tall més esmolat i net. El tractament amb calor ja era conegut pels artesans de l'Edat de Pedra.

### Per calar foc o pólvora

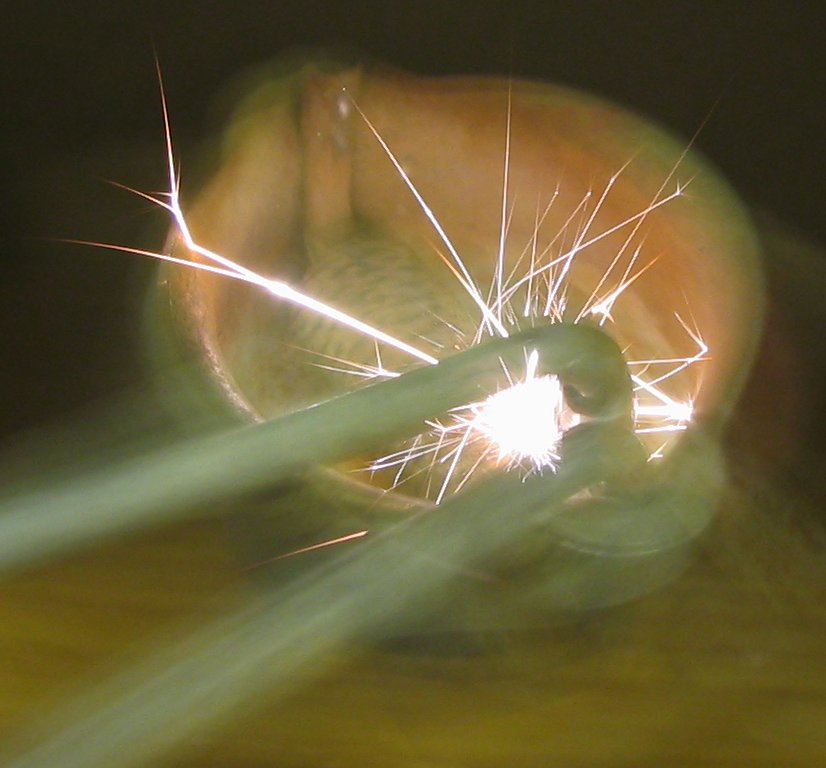
Un encenedor d'espurna de "pedernal" de ferroceri en acció

En ser raspat contra el ferro, la vora d'un tros de sílex produeix espurnes. La vora dura del sílex desprèn una partícula de ferro, la qual reacciona amb l'oxigen de l'atmosfera i pot encendre l'esca.
Abans de la disponibilitat generalitzada d'acer, s'utilitzaven roques de pirita (FeS2) juntament amb la pedra, de forma similar (però més lenta). Aquests mètodes continuen sent populars a l'artesania de la fusta, l'artesania de la muntanya i entre les persones que practiquen les habilitats tradicionals per encendre el foc.

#### Foguers

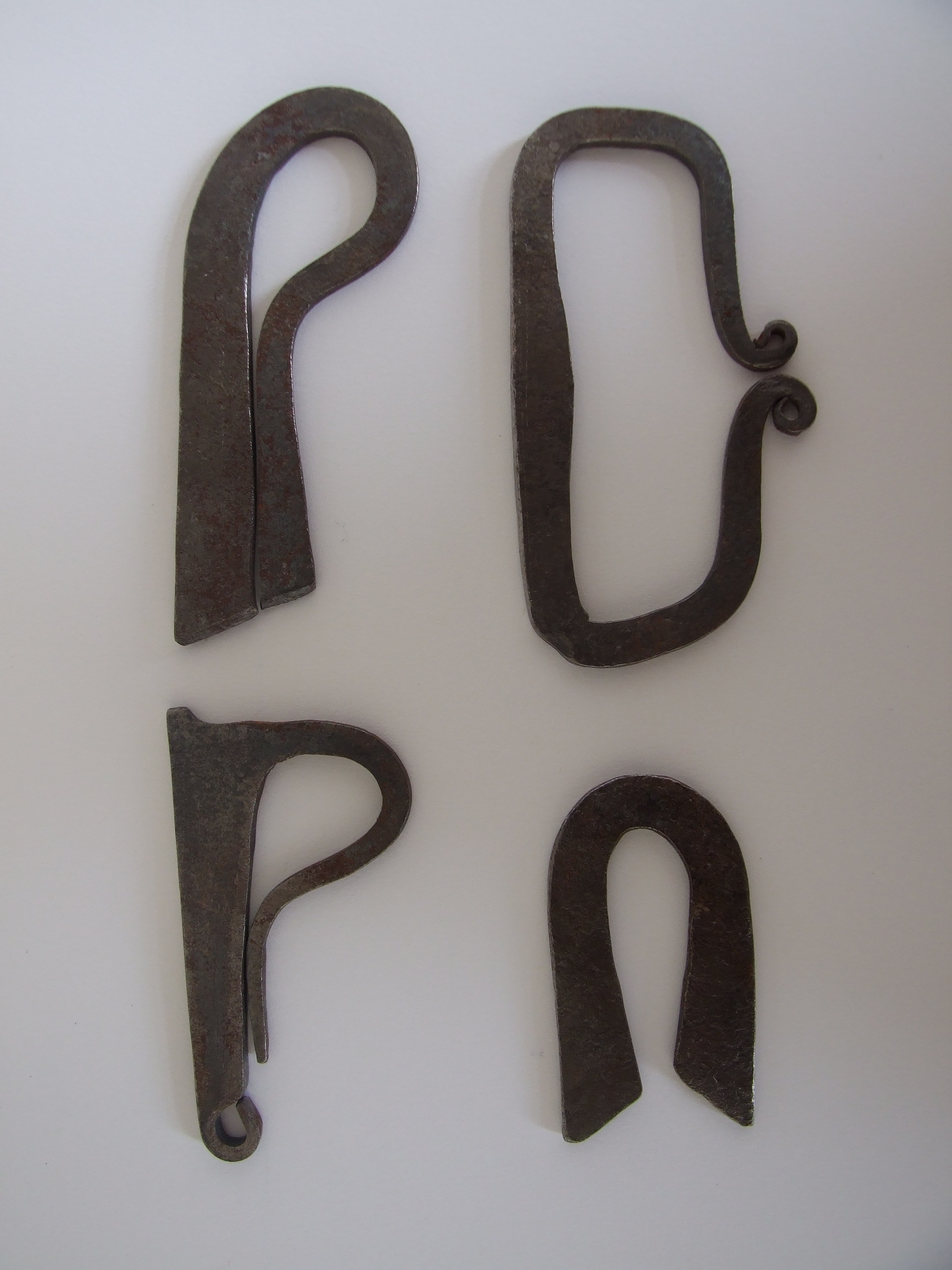
Reproducció variada de foguers típics de l'època romana a la medieval.

Un ús posterior i important del pedernal i l'acer va ser en el mecanisme de pedernal, utilitzat principalment en les armes de foc amb clau d'espurna, però també en les eines dedicades a encendre foc. Un tros de pedra sostingut a les mandíbules d'un martell amb ressort, en ser alliberat per un gallet, copeja una peça d'acer amb frontisses en un angle, creant una pluja d'espurnes i exposant una càrrega de pólvora d'ordi. Les espurnes encenen la pólvora d'encebament i aquesta flama, alhora, encén la càrrega principal, impulsant la bola, bala o tret a través del canó. Encara que l'ús militar del pany de pedernal va disminuir després de l'adopció de la càpsula fulminant a partir de la dècada de 1840, els rifles i escopetes de pedernal segueixen utilitzant-se entre els tiradors recreatius.

#### Comparació amb el ferroceri
El pedernal i l'acer utilitzats per fer espurnes van ser substituïts en el segle xx pel ferroceri (de vegades anomenat "pedernal", encara que no és realment un pedernal, "espurna calenta", "llumí de metall" o "acer de foc"). Aquest material fabricat per l'home, quan es raspa amb qualsevol vora dura i afilada, produeix espurnes molt més calentes que les que s'obtenen amb el sílex i l'acer naturals, cosa que permet utilitzar una gamma més àmplia d'escasses. Com que pot produir espurnes quan es mulla i pot iniciar el foc quan s'utilitza correctament, el ferroceri s'inclou comunament a kit de supervivència. El ferroceri s'utilitza en molts encenedors, on s'anomena "pedernal".

#### Fragmentació
La utilitat del sílex com a iniciador del foc es veu dificultat per la seva propietat d'expansió desigual en escalfar-se, cosa que fa que es fracturi, de vegades violentament, durant l'escalfament. Aquesta tendència es veu reforçada per les impureses que es troben a la majoria de les mostres de sílex, que poden expandir-se en major o menor grau que la pedra circumdant, i és similar a la tendència del vidre a partir-se quan s'exposa a la calor, i es pot convertir en un inconvenient quan el sílex s'utilitza com a material de construcció.